# Стадион молодёжного тренировочного центра «Тувунна»
Стадион молодёжного тренировочного центра «Тувунна» (или чаще стадион МТЦ «Тувунна» (англ. Thuwunna Youth Training Center Stadium, Thuwunna YTC Stadium) — многофункциональный стадион, расположенный в Янгоне, Мьянма, вмещает 32 000 зрителей. Он меньше стадиона Аун Сан, но более современный, поэтому обслуживает большинство национальных и международных соревнований по футболу и лёгкой атлетике. Беговые дорожки стадиона первыми в Мьянме получили сертификат соответствия международным требованиям IAAF.
Национальный Крытый Стадион Тувунна, расположенный вблизи открытого стадиона, является основным местом проведения соревнований под крышей в стране.